# Santo Estevo de Ribas de Sil

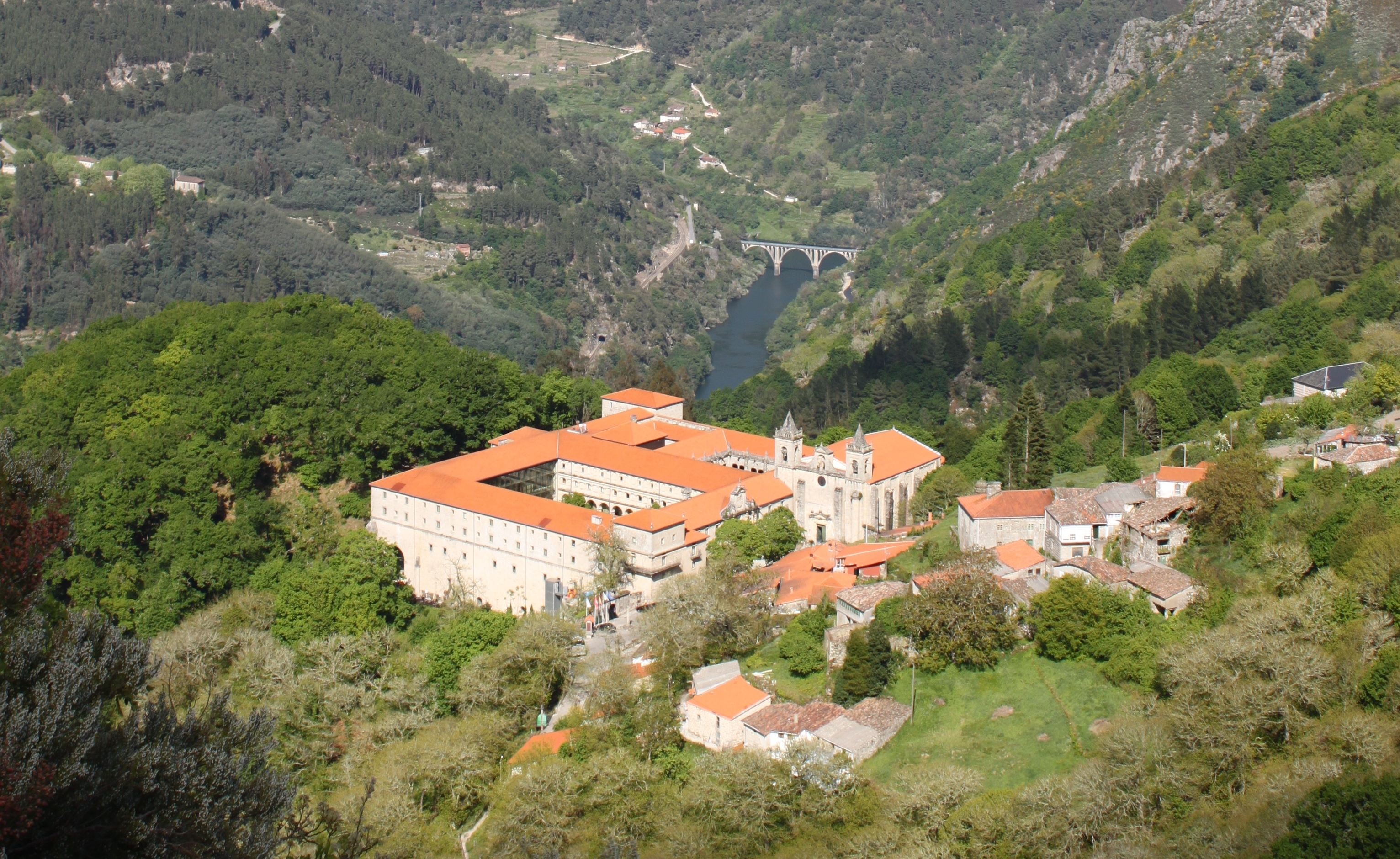
Gesamtansicht des Klosters Santo Estevo de Ribas de Sil

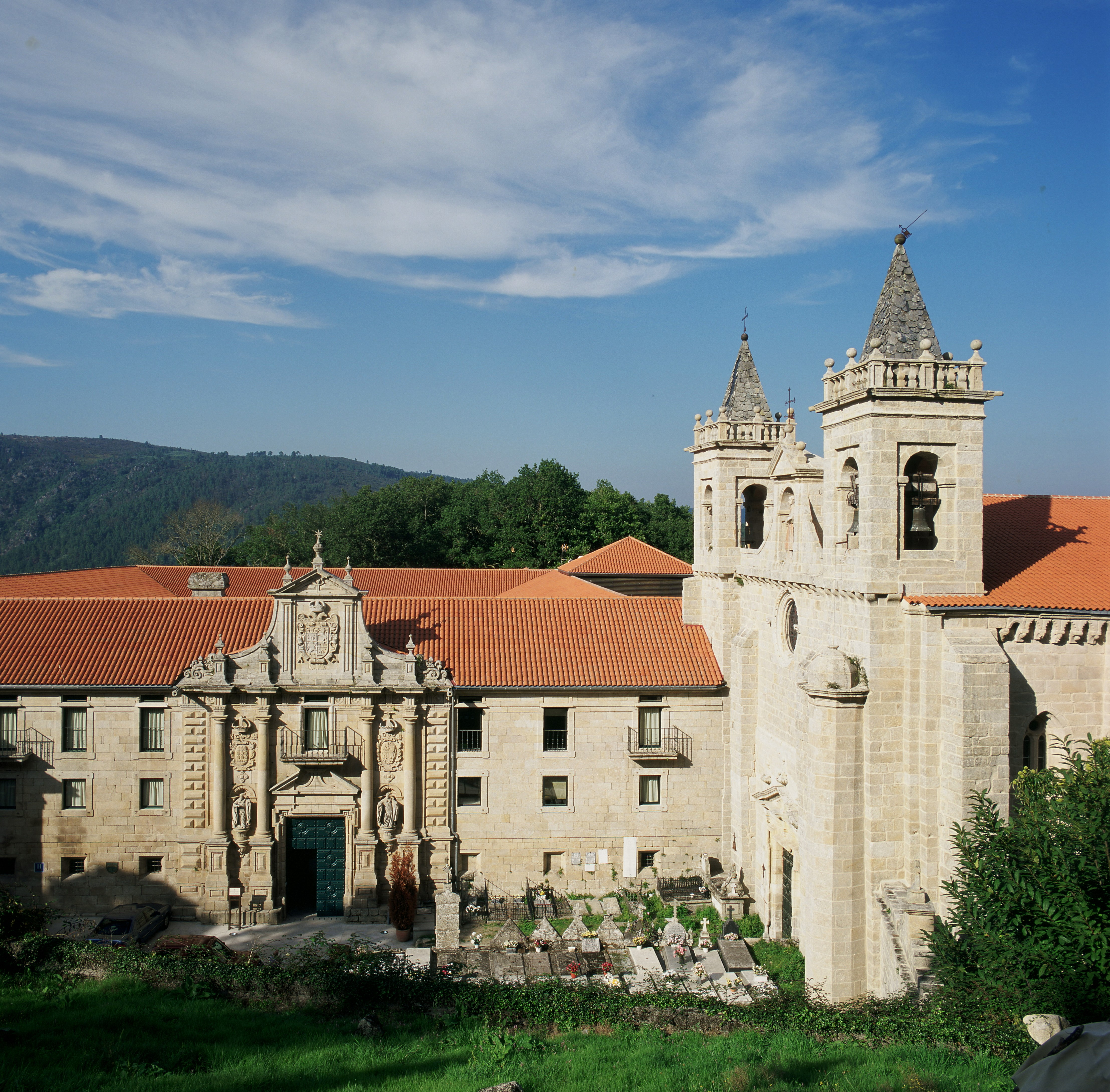
Ehemalige Klosterkirche, Friedhof und Klostergebäude (heute Parador)

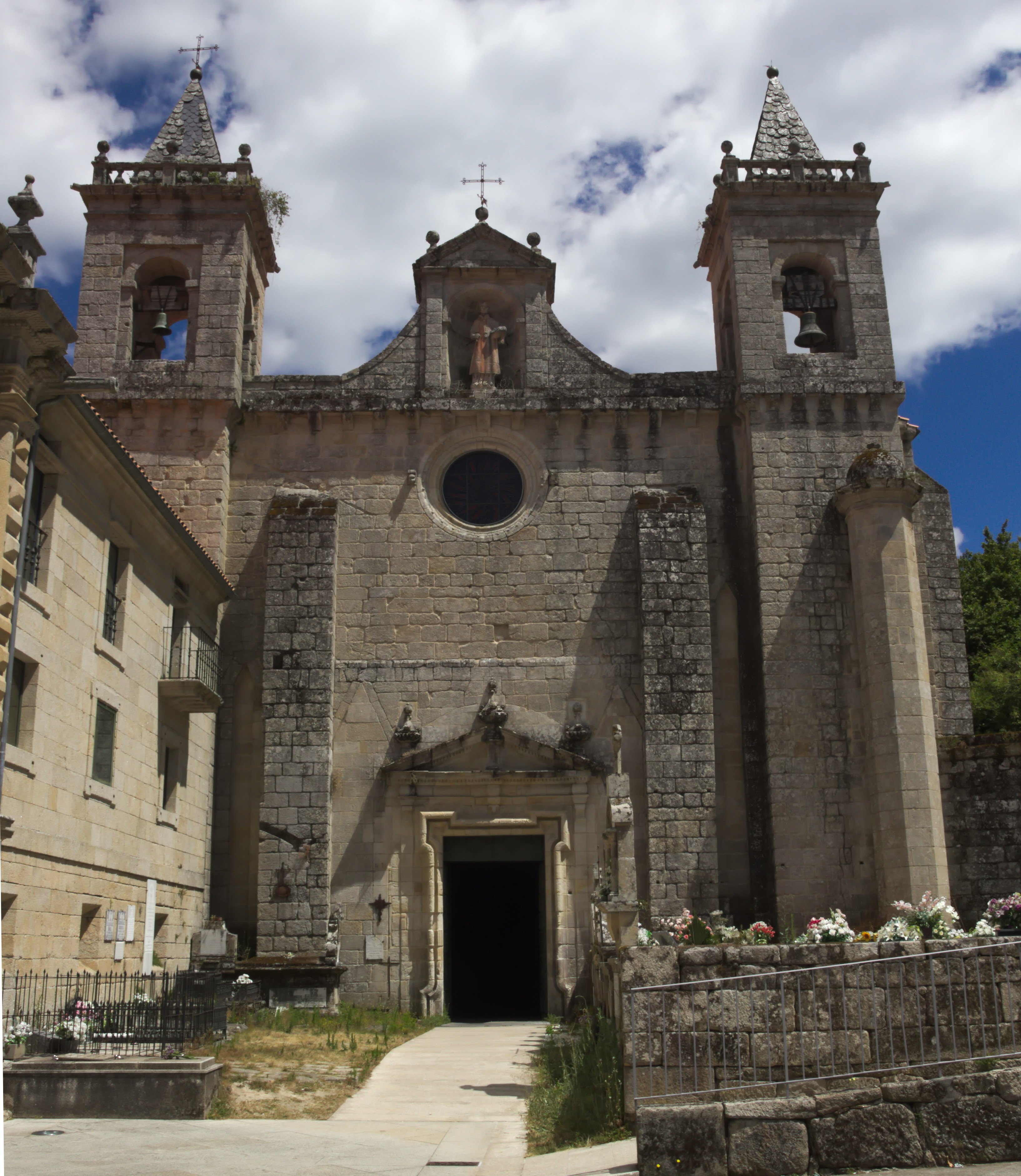
Ehemalige Klosterkirche

Santo Estevo de Ribas de Sil ist ein ehemaliges Benediktinerkloster in der spanischen Autonomen Region Galicien. Es gehört zur Gemeinde Nogueira de Ramuín in der spanischen Provinz Ourense und zu einer Kulturlandschaft, die wegen ihrer zahlreichen Klöster als Ribeira Sacra (heiliges Ufer) bezeichnet wird. Das Gebäudeensemble, in dem drei Kreuzgänge erhalten sind, ist eine der bedeutendsten Klosteranlagen Galiciens. Im Jahr 1923 wurde das Kloster zum Baudenkmal (Monumento del patrimonio histórico de España) erklärt.

## Geschichte
Ein erstes Kloster bestand vermutlich bereits in westgotischer Zeit. Zu Beginn des 10. Jahrhunderts ließ sich in dem aufgegebenen Kloster der Eremit Franquila nieder und gründete mit anderen Einsiedlern, die sich in das Tal des Sil zurückgezogen hatten, eine neue Gemeinschaft. Der galicische König Ordoño II. gestand dem Abt Franquila Privilegien zu und ab 921 wurde das Kloster wieder aufgebaut und dem heiligen Stephanus, dem ersten christlichen Märtyrer, geweiht. Das Wappen des Klosters, auf dem neun Mitren dargestellt sind, erinnert an neun Bischöfe, die im 10. und 11. Jahrhundert ihre Bischofssitze aufgaben und sich in das Kloster Santo Estevo zurückzogen. Sie wurden im Kloster bestattet und da man sie als Heilige verehrte, zogen ihre Gräber bald Wallfahrer an. Nach diesen Bischöfen wurde der um 1220 errichtete Kreuzgang Claustro de los Obispos benannt. Der Bau der Kirche wurde bereits im Jahr 1184 begonnen und später mehrmals verändert.
Da es unter den späteren Kommendataräbten zu Auswüchsen und häufigen Streitigkeiten mit den örtlichen Grundherren gekommen war, unterstellte Papst Julius II. das Kloster im Jahr 1506 der Benediktinerkongregation von Valladolid. Diese richtete in Santo Estevo eine Schule der Freien Künste und Philosophie ein und bescherte dem Kloster eine neue Blütezeit. Es entstanden zwei weitere Kreuzgänge und neue Klostergebäude, ein Kapitelsaal, eine große Küche sowie Speise- und Schlafsäle. Im 17. Jahrhundert lebten dort 60 Mönche. 
Nach der Desamortisation von 1835 verfielen die Klostergebäude, die erst Ende des 20. Jahrhunderts wieder restauriert wurden. Heute ist dort ein Hotel (Parador) untergebracht, das 2004 eröffnet wurde.

## Kirche

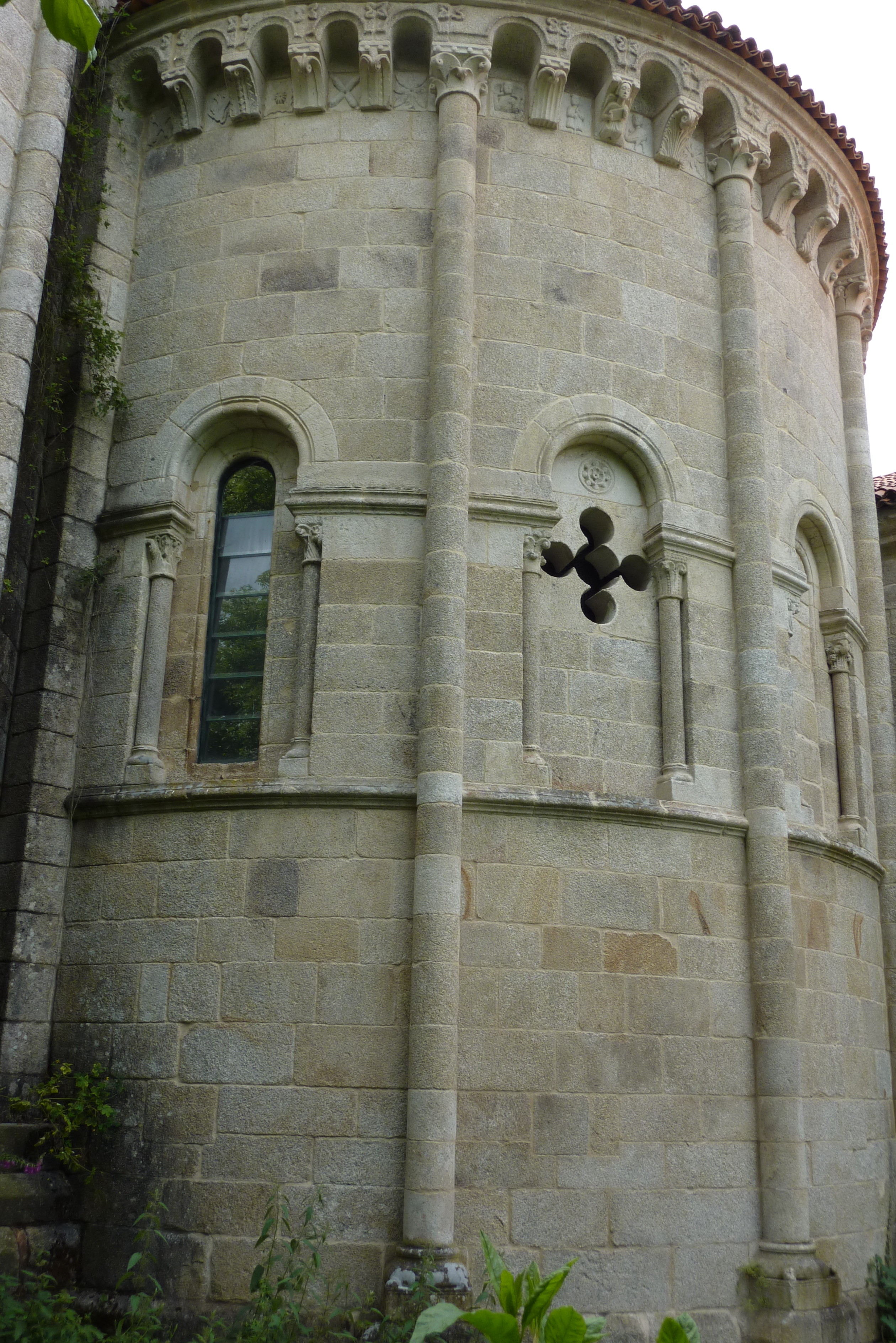
Apsis

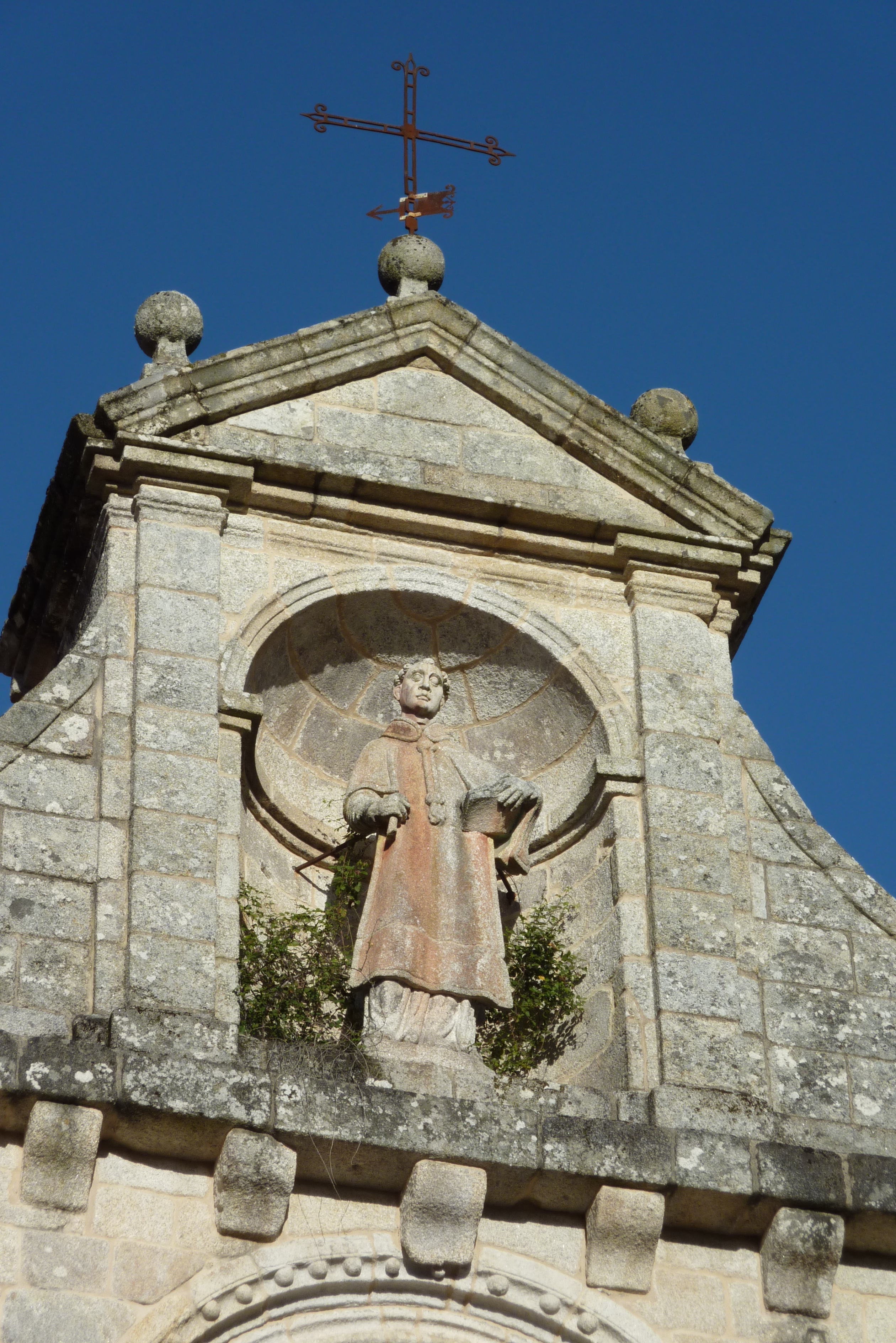
Nische mit Heiligenfigur

Das Portal der Kirche befindet sich an der Westfassade, die seitlich von den beiden Glockentürmen begrenzt wird und wie die Ostwand von einem modern verglasten Okulus durchbrochen ist. Den Abschluss der Fassade bildet ein Blendgiebel mit einer Nische, in der eine Heiligenfigur steht. Die Kirche ist eine dreischiffige Basilika mit drei Apsiden. Ungewöhnlicherweise ist die mittlere Apsis niedriger als die beiden seitlichen. Den Übergang zwischen Apsiden und Kirche bildet ein rechteckiges Chorjoch. Den Innenraum gliedern Pfeiler mit Säulenvorlagen, die zum Teil romanische Kapitelle aufweisen. In der Kirche wird ein steinernes Relief mit der Darstellung Jesu und der zwölf Apostel aufbewahrt, das vermutlich im 13. Jahrhundert als Tympanon eines Portals geschaffen wurde.
Die Außenmauern der Kirche stützen breite Strebepfeiler. Die Apsiden werden von schlanken Dreiviertelsäulen gegliedert, dazwischen öffnen sich Rundbogenfenster, die auf Säulen mit skulptierten Kapitellen aufliegen. Unter dem Dachansatz verläuft ein mit stilisierten Blüten verzierter Blendbogenfries, der auf Kragsteinen ruht, die unterschiedliche Blattformen und in der Mitte einen Engel darstellen. Die Reliefplatten zwischen den Kragsteinen stellen Fabelwesen, Menschen, Pflanzen und geometrische Motive dar.

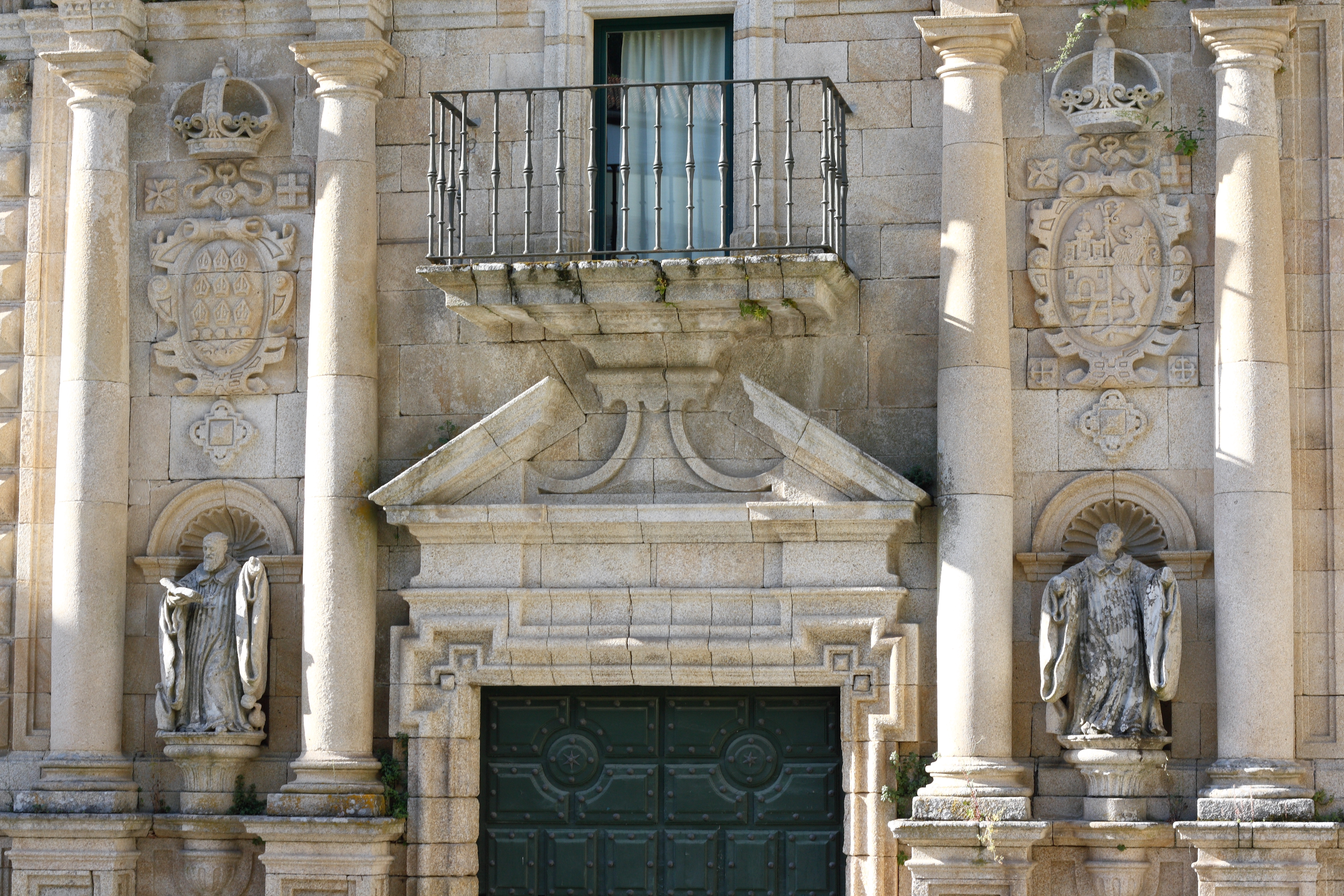
Eingangsfassade, zwei Bischöfe und Wappen

## Klostergebäude
Die Eingangsfassade des Klosters wurde im 18. Jahrhundert im Stil des Barock neu gestaltet. Auf beiden Seiten des Portals rahmen zwei Säulen die Skulpturen von Bischöfen. Über der linken Figur ist das Wappen des Klosters (mit neun Bischofsmützen) dargestellt, über der rechten Figur das Wappen der Ordenskongregation von Kastilien. Über dem Portal stützt ein gesprengter Dreiecksgiebel einen Balkon. Bekrönt wird die Fassade von einem geschweiften Blendgiebel mit dem Wappen von Kastilien-León.

## Kreuzgänge

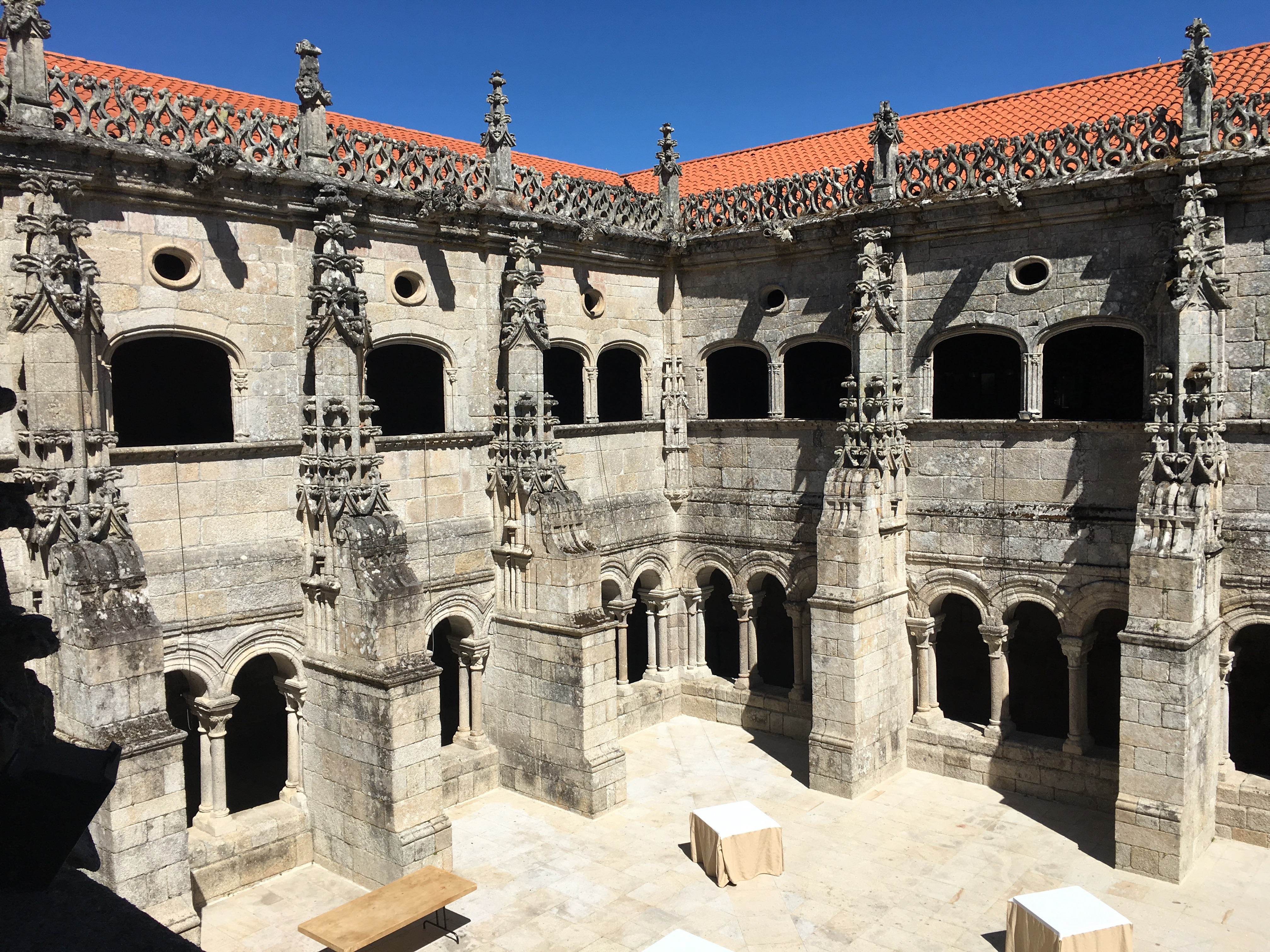
Kreuzgang der Bischöfe

### Kreuzgang der Bischöfe

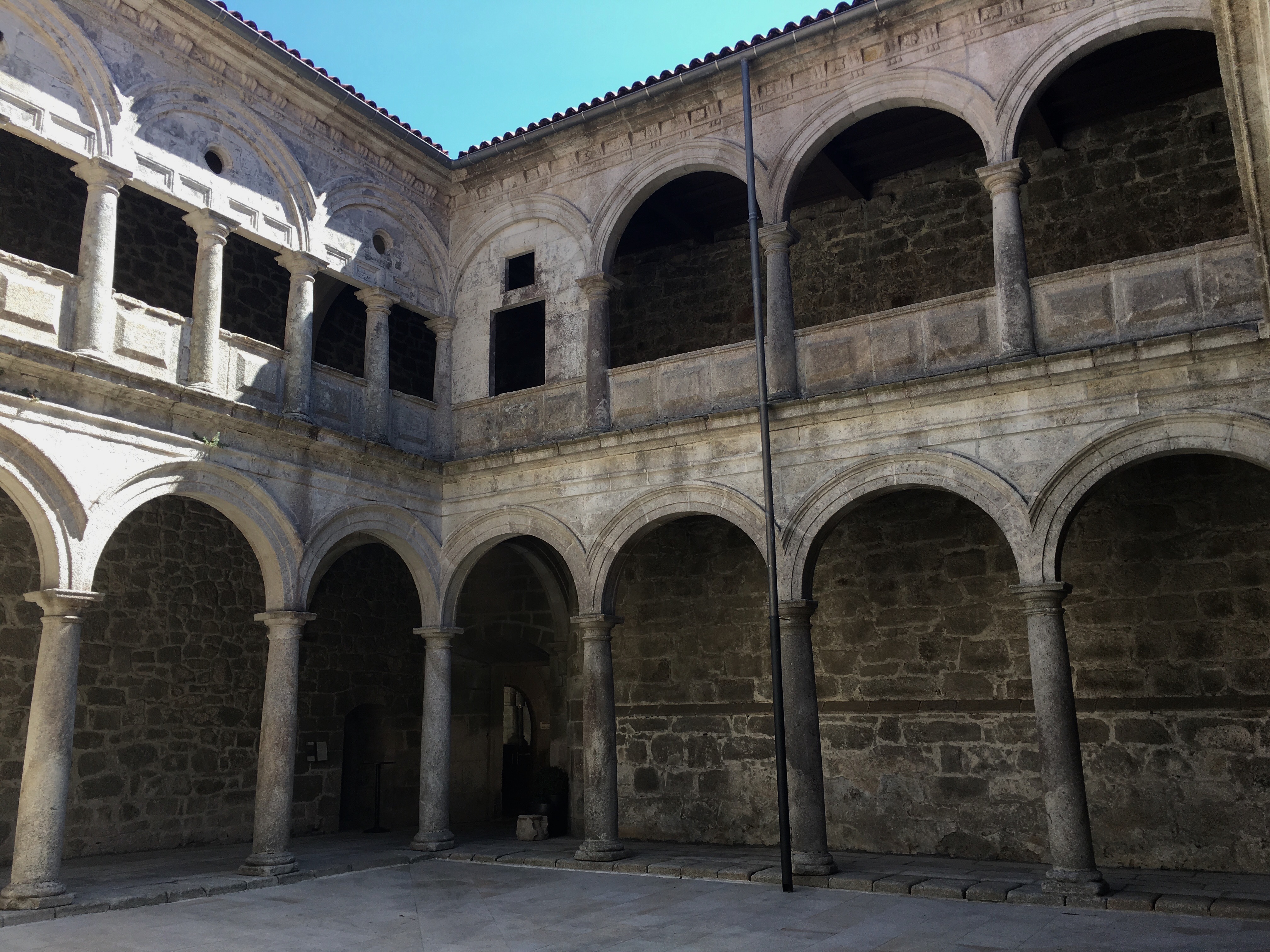
Küchenkreuzgang

Der älteste Kreuzgang, der sogenannte Kreuzgang der Bischöfe (Claustro de los Obispos), geht auf das 13. Jahrhundert zurück. Hier wechseln Zweier- und Dreierarkaden, die auf schlanken Doppelsäulen ruhen und von kräftigen und weit vorstehenden Strebepfeilern getrennt werden. Sehr vielfältig sind die Kapitelle gestaltet, mit stilisierten Blättern, Tieren und menschlichen Köpfen. Die Fialen und Kreuzblumen sind wie das obere Stockwerk spätere Hinzufügungen.

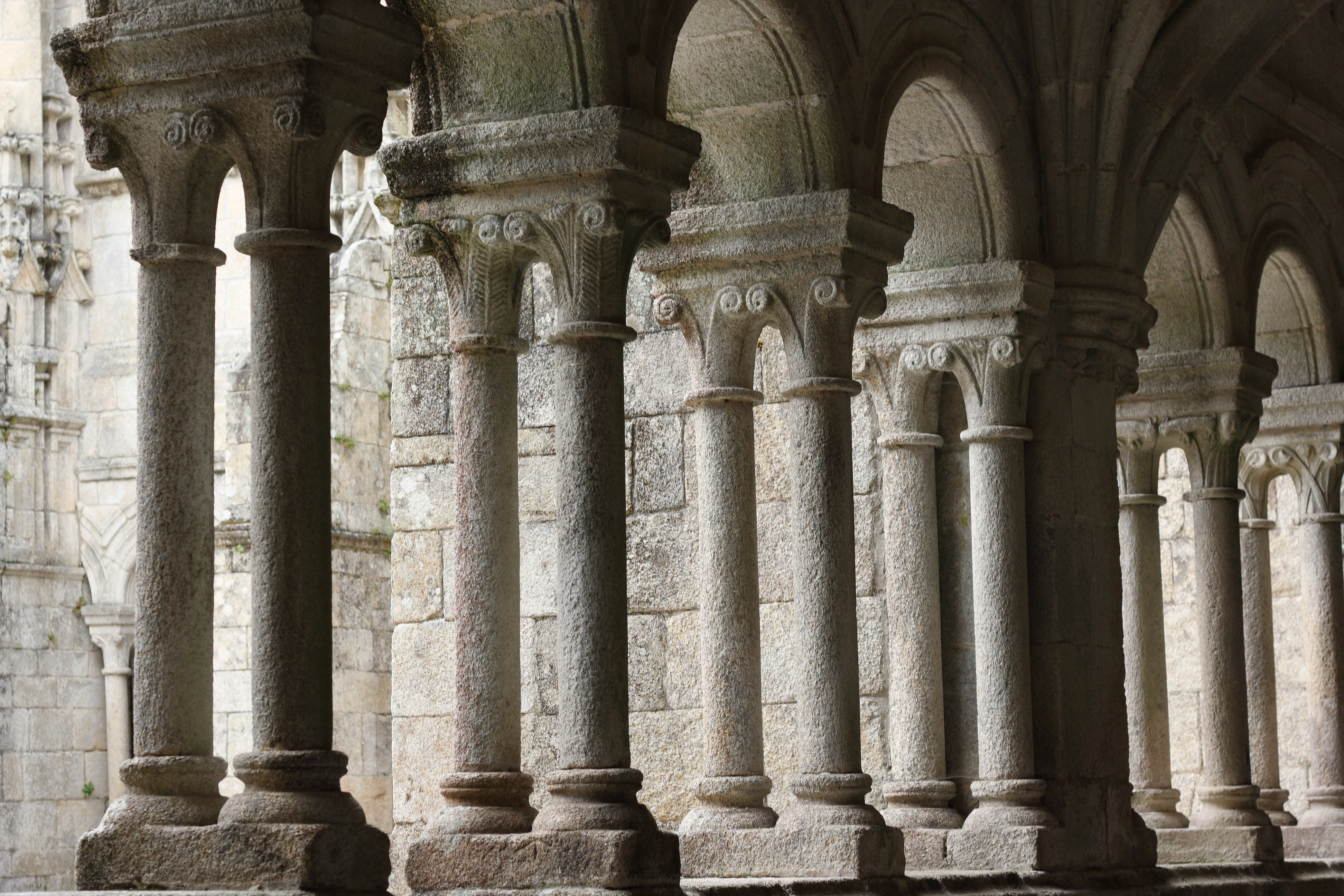
Arkaden mit Doppelsäulen
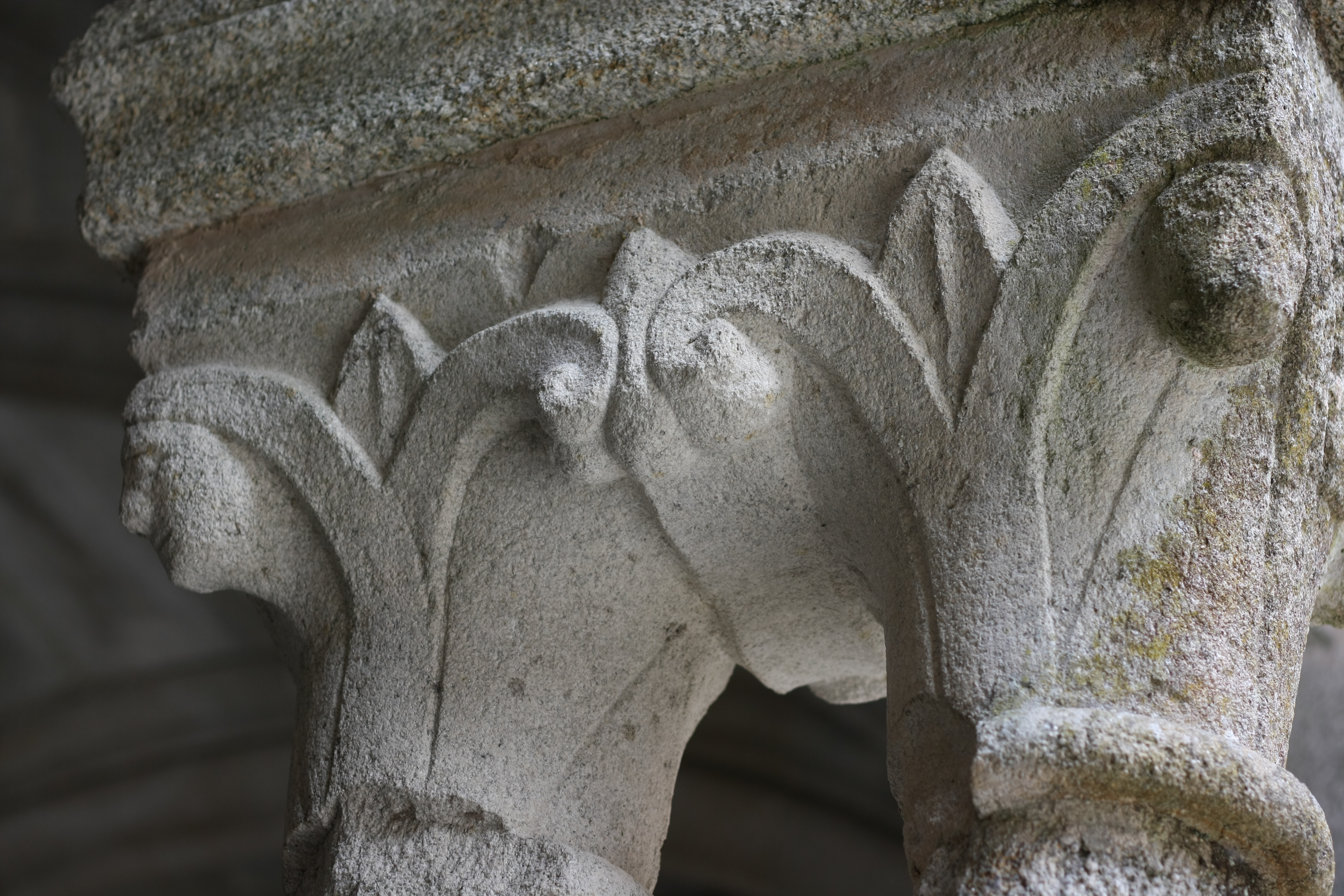
Romanische Kapitelle
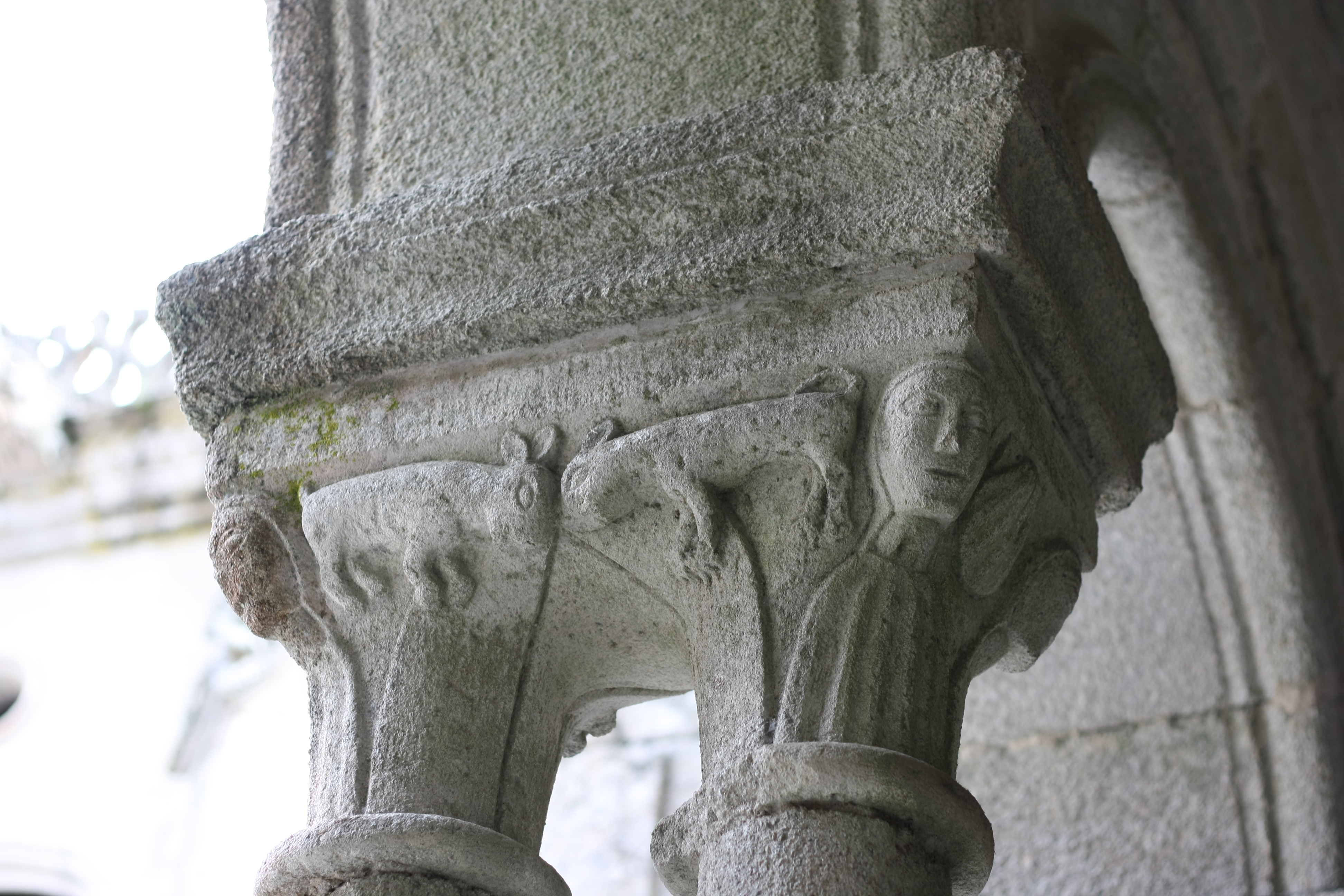
Romanische Kapitelle

### Küchenkreuzgang
Im 16. Jahrhundert wurde der sogenannte Küchenkreuzgang (Claustro el Menor) im Stil der Renaissance errichtet. Die Arkaden seiner beiden Stockwerke ruhen auf einfachen Säulen mit schlichten dorischen Kapitellen.

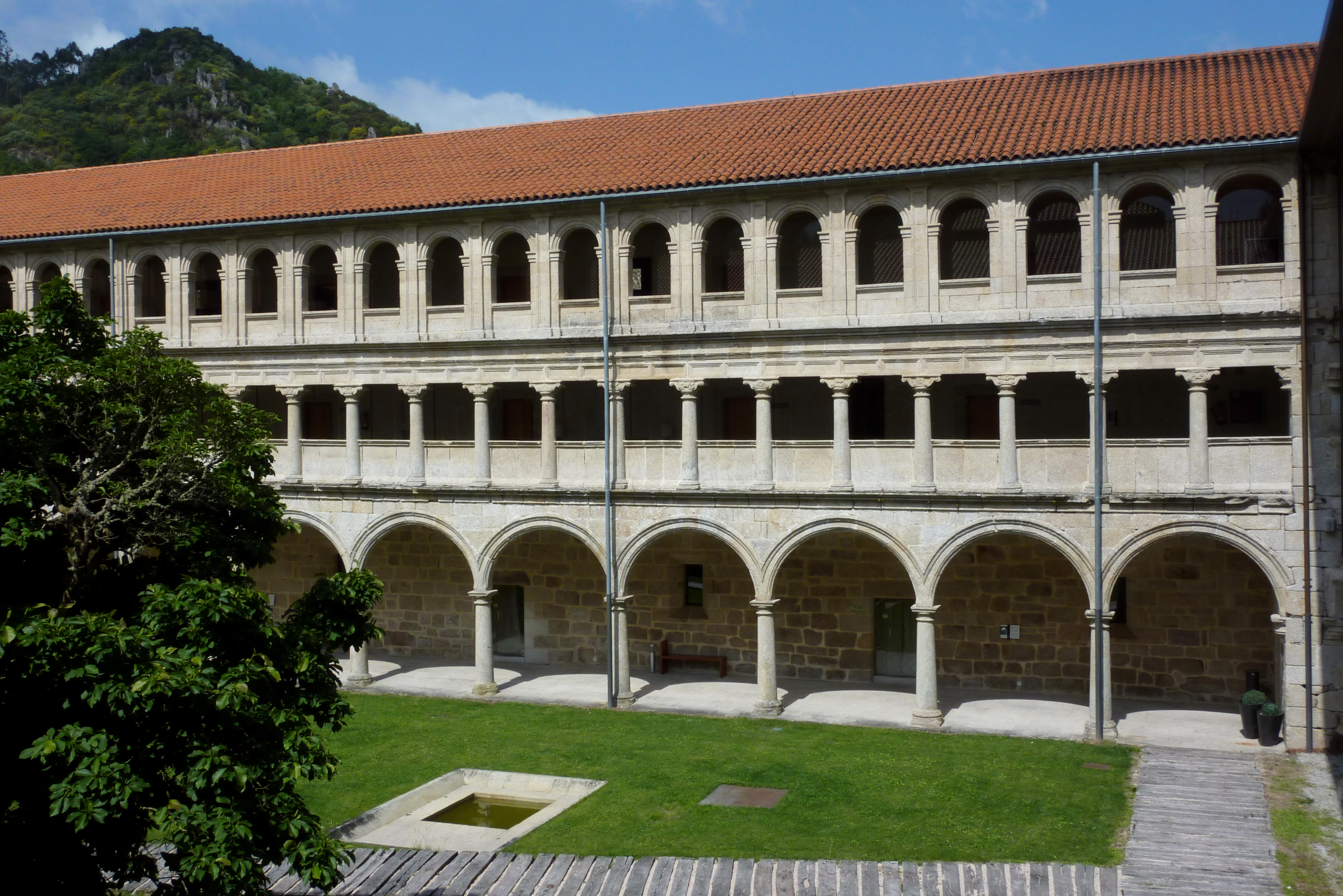
Kreuzgang der Klosterpforte

### Kreuzgang der Klosterpforte
An die Eingangsfassade schließt sich der Kreuzgang der Klosterpforte (Claustro de la Portería) an. Er ist der größte der drei Kreuzgänge und wurde im 16./17. Jahrhundert angelegt. Der Nordflügel wurde bei der Restaurierung des Klosters neu errichtet. Ihm wurde eine Glasfassade vorgesetzt, in der sich die drei erhaltenen Galerien spiegeln. Im Südflügel befindet sich die Ehrentreppe, ein prunkvoller Treppenaufgang aus dem 18. Jahrhundert.

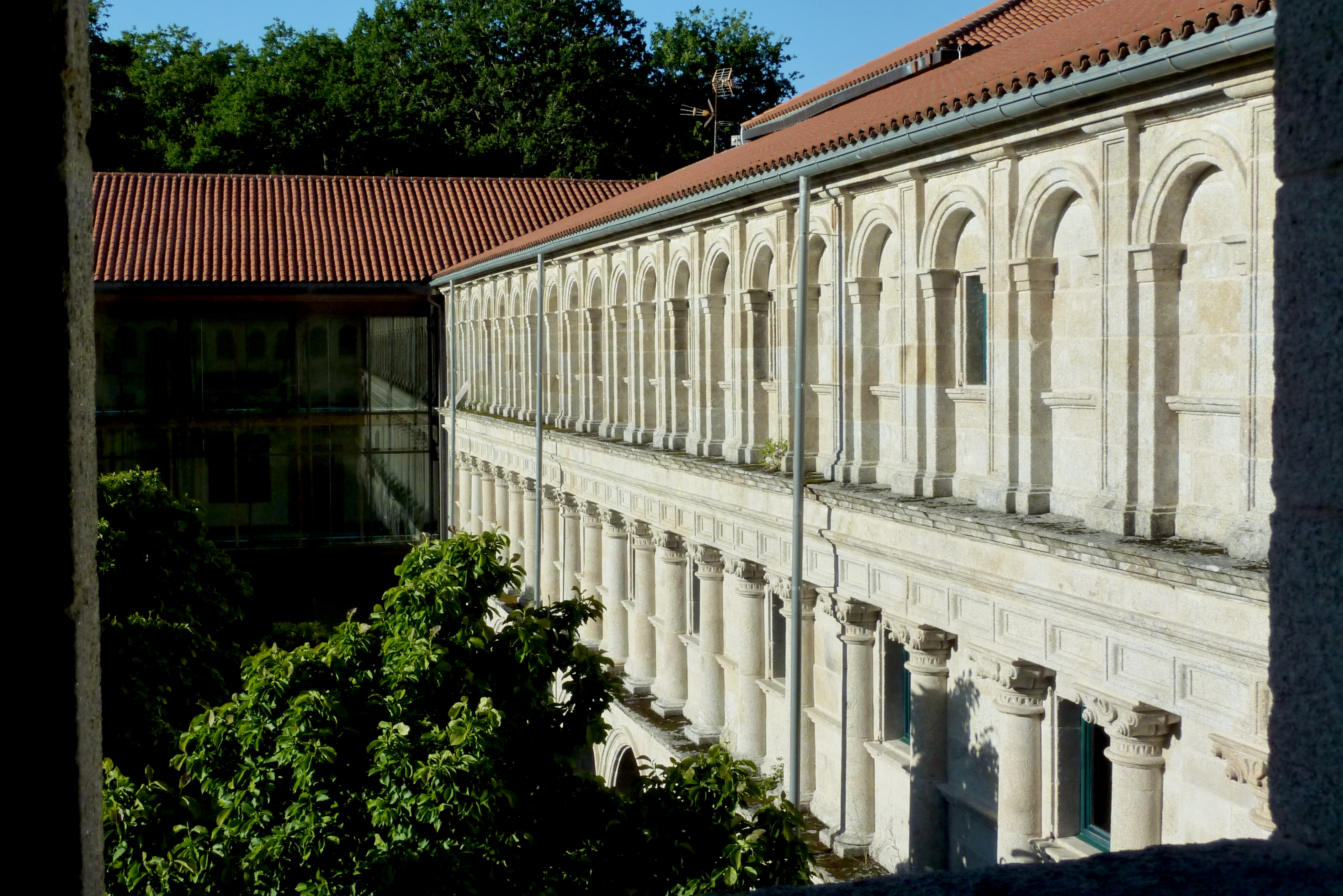
Nord- und Ostflügel
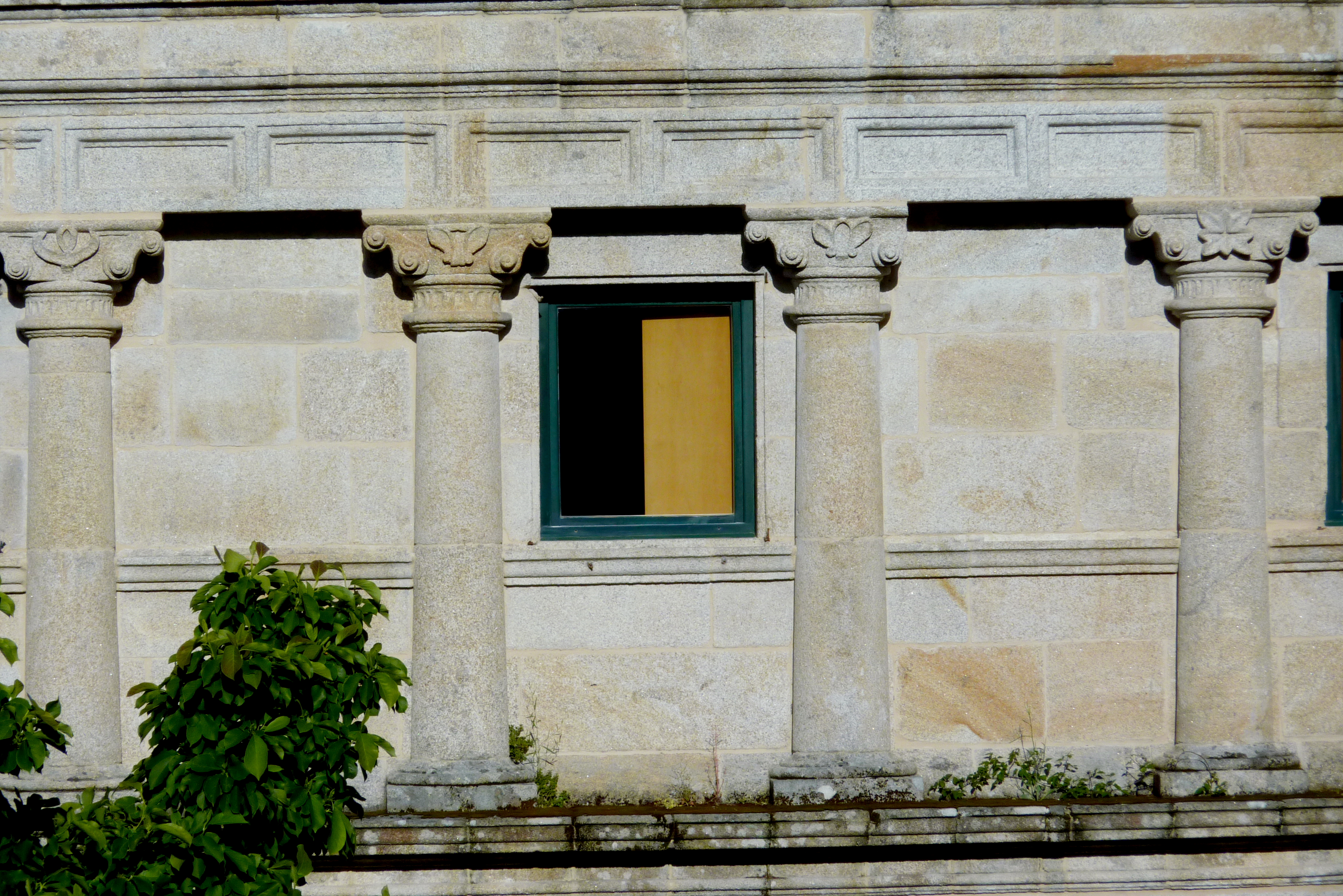
Halbsäulen am Ostflügel
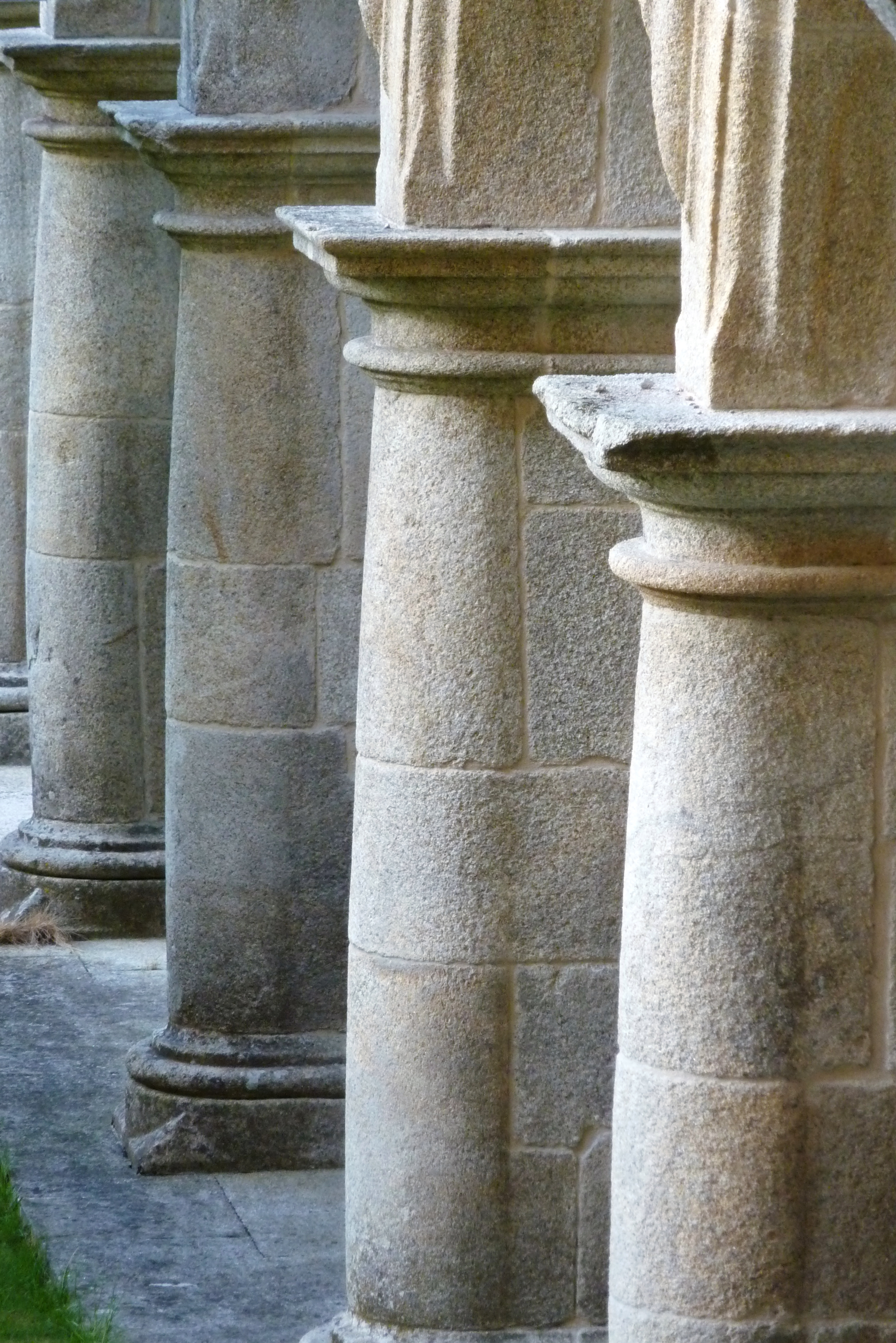
Arkaden am Ostflügel